# Adolfo Ramón Bello
Adolfo Ramón Bello (Rosario, 1947 - 17 de mayo de 1969) fue un estudiante argentino del centro de estudiantes de la Facultad de Ciencias Económicas de la Universidad Nacional de Rosario, asesinado por un agente de policía mediante un balazo en la frente durante una pequeña protesta estudiantil. La indignación general causada por el asesinato desencadenó el Rosariazo, una importante pueblada contra la dictadura militar dirigida por el general Juan Carlos Onganía.

## Circunstancias e impacto de su muerte
En mayo de 1969 el ambiente universitario se hallaba agitado a causa del asesinato del estudiante Juan José Cabral el 15 de mayo, durante una protesta por los altos precios del comedor estudiantil en Corrientes.
El día 17 de mayo, militantes del Centro de Estudiantes de la Facultad de Ciencias Económicas de la Universidad de Rosario (FUR) realizaron un acto espontáneo en el comedor universitario ubicado en la avenida Corrientes al 700 que culminó con un intento de cortar la calle para interrumpir el tránsito. El intento fue reprimido por los agentes de policía presentes.
El periodista Reynaldo Sietecase describió así los eventos:

Un grupo de estudiantes, perseguidos por la policía, corre por la calle Corrientes hacia el sur y dobla por Córdoba, desde Entre Ríos aparecen más policías disparando sus armas. Los estudiantes y decenas de sorprendidos transeúntes quedan encerrados... Algunos estudiantes junto a una docena de paseantes —incluidos varios niños— ingresan a la Galería Melipal. El lugar tiene una sola boca de entrada y salida, por lo que otra vez quedan atrapados a merced de los guardias.
Los agentes ingresan al edificio y reanudan la golpiza. Entre los policías se encuentra el oficial inspector Juan Agustín Lezcano, un ex empleado de la boite Franz y Fritz. La gente trata de evitar como puede la lluvia de golpes: se escuchan súplicas, llantos y alaridos. En medio de la confusión suena un disparo. Cuando la policía se repliega queda en el suelo, junto a la escalera que lleva a los pisos superiores, el cuerpo de Adolfo Bello con la cara ensangrentada.
Reynaldo Sietecase, citado en Ceruti & Sellares 2002

Bello, quien recibió un balazo en la frente, contaba entonces con 22 años, y moríría esa tarde a causa de las heridas en el Hospital Central Municipal.
La indignación de la población fue general. El 20 de mayo la Federación Universitaria de Rosario decretó una huelga estudiantil y el miércoles 21 de mayo de 1969 se realizó una Marcha de Silencio en homenaje a Adolfo Bello, organizada por la FUR y la Confederación General del Trabajo (CGT). 
La represión policial y militar de la marcha llevó a una sublevación general conocida como Rosariazo, durante la cual también resultaría asesinado el obrero y estudiante Luis Norberto Blanco, de 15 años.